# Srebrny Niedźwiedź dla najlepszego reżysera
Srebrny Niedźwiedź dla najlepszego reżysera (niem. Silberner Bär/Beste Regie) – nagroda przyznawana corocznie na Międzynarodowym Festiwalu Filmowym w Berlinie za najlepszą reżyserię któregoś z filmów zaprezentowanych w konkursie głównym. Po raz pierwszy przyznano ją w 1956. Wyróżnienie przyznaje międzynarodowe jury konkursu głównego.
Na przestrzeni lat nagrodę otrzymało wielu mistrzów światowego kina, m.in. Akira Kurosawa, Jean-Luc Godard, Satyajit Ray, Carlos Saura, Éric Rohmer, Miloš Forman, Asghar Farhadi czy Aki Kaurismäki. Dotychczas wyróżniono nią pięć kobiet-reżyserek. Były to: Dunka Astrid Henning-Jensen, Polka Małgorzata Szumowska, Francuzki Mia Hansen-Løve i Claire Denis oraz Niemka Angela Schanelec.
Nagrodę trzykrotnie otrzymali polscy reżyserzy: Krzysztof Kieślowski (1994), Roman Polański (2010) oraz Małgorzata Szumowska (2015).

## Laureaci
| Rok            | Kraj                   | Reżyser                             | Tytuł polski                 | Tytuł oryginalny                                                       |
| -------------- | ---------------------- | ----------------------------------- | ---------------------------- | ---------------------------------------------------------------------- |
| 1956           | Stany Zjednoczone      | Robert Aldrich                      | Jesienne liście              | Autumn Leaves                                                          |
| 1957           | Włochy                 | Mario Monicelli                     | Dwa pokolenia                | Padri e figli                                                          |
| 1958           | Japonia                | Tadashi Imai                        | Młodzieńcza miłość           | 純愛物語 Jun'ai monogatari                                             |
| 1959           | Japonia                | Akira Kurosawa                      | Ukryta forteca               | 隠し砦の三悪人 Kakushi toride no san akunin                            |
| 1960           | Francja                | Jean-Luc Godard                     | Do utraty tchu               | À bout de souffle                                                      |
| 1961           |                        | Bernhard Wicki                      | Cud Malachiasza              | Das Wunder des Malachias                                               |
| 1962           | Włochy                 | Francesco Rosi                      | Salvatore Giuliano           | Salvatore Giuliano                                                     |
| 1963           | Grecja                 | Nikos Koundouros                    | Młode Afrodyty               | Μικρές Αφροδίτες Mikres Afrodites                                      |
| 1964           | Indie                  | Satyajit Ray                        | Wielkie miasto               | মহানগর Mahanagar                                                        |
| 1965           | Indie                  | Satyajit Ray                        | Samotna kobieta              | চারুলতা Charulata                                                         |
| 1966           | Hiszpania              | Carlos Saura                        | Polowanie                    | La caza                                                                |
| 1967           |                        | Živojin Pavlović                    | Przebudzenie szczurów        | Buđenje pacova                                                         |
| 1968           | Hiszpania              | Carlos Saura                        | Mrożony peppermint           | Peppermint Frappé                                                      |
| 1969 1970 1971 | Nagrody nie przyznano. | Nagrody nie przyznano.              | Nagrody nie przyznano.       | Nagrody nie przyznano.                                                 |
| 1972           | Francja                | Jean-Pierre Blanc                   | Stara panna                  | La vieille fille                                                       |
| 1973 1974      | Nagrody nie przyznano. | Nagrody nie przyznano.              | Nagrody nie przyznano.       | Nagrody nie przyznano.                                                 |
| 1975           |                        | Siergiej Sołowjow                   | Zapamiętajmy to lato         | Сто дней после детства Sto dniej poslie dietstwa                       |
| 1976           | Włochy                 | Mario Monicelli                     | Drogi Michele                | Caro Michele                                                           |
| 1977           | Hiszpania              | Manuel Gutiérrez Aragón             | Czarny miot                  | Camada negra                                                           |
| 1978           | Bułgaria               | Georgi Djułgerow                    | Awantaż                      | Авантаж Awantaż                                                        |
| 1979           | Dania                  | Astrid Henning-Jensen               | Urodzone zimą                | Vinterbørn                                                             |
| 1980           | Węgry                  | István Szabó                        | Zaufać                       | Bizalom                                                                |
| 1981           | Nagrody nie przyznano. | Nagrody nie przyznano.              | Nagrody nie przyznano.       | Nagrody nie przyznano.                                                 |
| 1982           | Włochy                 | Mario Monicelli                     | Markiz Grillo                | Il marchese del Grillo                                                 |
| 1983           | Francja                | Éric Rohmer                         | Paulina na plaży             | Pauline à la plage                                                     |
| 1984           | Włochy                 | Ettore Scola                        | Bal                          | Le bal                                                                 |
| 1985           | Stany Zjednoczone      | Robert Benton                       | Miejsca w sercu              | Places in the Heart                                                    |
| 1986           |                        | Gieorgij Szengiełaja                | Podróże młodego kompozytora  | ახალგაზრდა კომპოზიტორის მოგზაურობა Akhalgazrda kompozitoris mogzauroba |
| 1987           | Stany Zjednoczone      | Oliver Stone                        | Pluton                       | Platoon                                                                |
| 1988           | Stany Zjednoczone      | Norman Jewison                      | Wpływ księżyca               | Moonstruck                                                             |
| 1989           | Czechosłowacja         | Dušan Hanák                         | Ja kocham, ty kochasz        | Ja milujem, ty miluješ                                                 |
| 1990           |                        | Michael Verhoeven                   | Okropna dziewczyna           | Das schreckliche Mädchen                                               |
| 1991           | Stany Zjednoczone      | Jonathan Demme                      | Milczenie owiec              | The Silence of the Lambs                                               |
| 1991           | Włochy                 | Ricky Tognazzi                      | Szowiniści                   | Ultrá                                                                  |
| 1992           | Szwecja                | Jan Troell                          | Il capitano                  | Il capitano                                                            |
| 1993           | Wielka Brytania        | Andrew Birkin                       | Cementowy ogród              | The Cement Garden                                                      |
| 1994           | Polska                 | Krzysztof Kieślowski                | Trzy kolory. Biały           | Trois couleurs: Blanc                                                  |
| 1995           | Stany Zjednoczone      | Richard Linklater                   | Przed wschodem słońca        | Before Sunrise                                                         |
| 1996           | Hongkong               | Yim Ho                              | Słońce wszystko słyszy       | 太陽有耳 Taiyang you er                                                |
| 1996           | Wielka Brytania        | Richard Loncraine                   | Ryszard III                  | Richard III                                                            |
| 1997           | Francja                | Éric Heumann                        | Port Djema                   | Port Djema                                                             |
| 1998           | Irlandia               | Neil Jordan                         | Chłopak rzeźnika             | The Butcher Boy                                                        |
| 1999           | Wielka Brytania        | Stephen Frears                      | Kraina Hi-Lo                 | The Hi-Lo Country                                                      |
| 2000           | Stany Zjednoczone      | Miloš Forman                        | Człowiek z księżyca          | Man on the Moon                                                        |
| 2001           |                        | Lin Cheng-sheng                     | Betelowe panienki            | 爱你爱我 Ai ni ai wo                                                   |
| 2002           | Francja                | Otar Ioseliani                      | W poniedziałek rano          | Lundi matin                                                            |
| 2003           | Francja                | Patrice Chéreau                     | Jego brat                    | Son frère                                                              |
| 2004           | Korea Południowa       | Kim Ki-duk                          | Samarytanka                  | 사마리아 Samaria                                                       |
| 2005           | Niemcy                 | Marc Rothemund                      | Sophie Scholl – ostatnie dni | Sophie Scholl – Die letzten Tage                                       |
| 2006           | Wielka Brytania        | Michael Winterbottom Mat Whitecross | Droga do Guantanamo          | The Road to Guantanamo                                                 |
| 2007           | Izrael                 | Josef Cedar                         | Twierdza Beaufort            | בופור Beaufort                                                         |
| 2008           | Stany Zjednoczone      | Paul Thomas Anderson                | Aż poleje się krew           | There Will Be Blood                                                    |
| 2009           |                        | Asghar Farhadi                      | Co wiesz o Elly?             | درباره الی Darbareye Elly                                              |
| 2010           | Polska                 | Roman Polański                      | Autor widmo                  | The Ghost Writer                                                       |
| 2011           | Niemcy                 | Ulrich Köhler                       | Sen o Afryce                 | Schlafkrankheit                                                        |
| 2012           | Niemcy                 | Christian Petzold                   | Barbara                      | Barbara                                                                |
| 2013           | Stany Zjednoczone      | David Gordon Green                  | Droga przez Teksas           | Prince Avalanche                                                       |
| 2014           | Stany Zjednoczone      | Richard Linklater                   | Boyhood                      | Boyhood                                                                |
| 2015           | Rumunia                | Radu Jude                           | Aferim!                      | Aferim!                                                                |
| 2015           | Polska                 | Małgorzata Szumowska                | Body/Ciało                   | Body                                                                   |
| 2016           | Francja                | Mia Hansen-Løve                     | Co przynosi przyszłość       | L'avenir                                                               |
| 2017           | Finlandia              | Aki Kaurismäki                      | Po tamtej stronie            | Toivon tuolla puolen                                                   |
| 2018           | Stany Zjednoczone      | Wes Anderson                        | Wyspa psów                   | Isle of Dogs                                                           |
| 2019           | Niemcy                 | Angela Schanelec                    | Byłam w domu, ale...         | Ich war zuhause, aber                                                  |
| 2020           | Korea Południowa       | Hong Sang-soo                       | Biegnąca kobieta             | 도망친 여자 Domangchin yeoja                                           |
| 2021           | Węgry                  | Dénes Nagy                          | W świetle dnia               | Természetes fény                                                       |
| 2022           | Francja                | Claire Denis                        | Niewierna                    | Avec amour et acharnement                                              |
| 2023           | Francja                | Philippe Garrel                     | Wielki wóz                   | Le grand chariot                                                       |
| 2024           | Dominikana             | Nelson Carlo de Los Santos Arias    | Pepe                         | Pepe                                                                   |
| 2025           |                        | Huo Meng                            | Miejsce do życia             | 生息之地 Shengxi zhidì                                                 |

## Wielokrotni zwycięzcy
- Mario Monicelli (1957, 1976, 1982)
- Satyajit Ray (1964, 1965)
- Carlos Saura (1966, 1968)
- Richard Linklater (1995, 2014)